# 貓頭鷹 (公司)

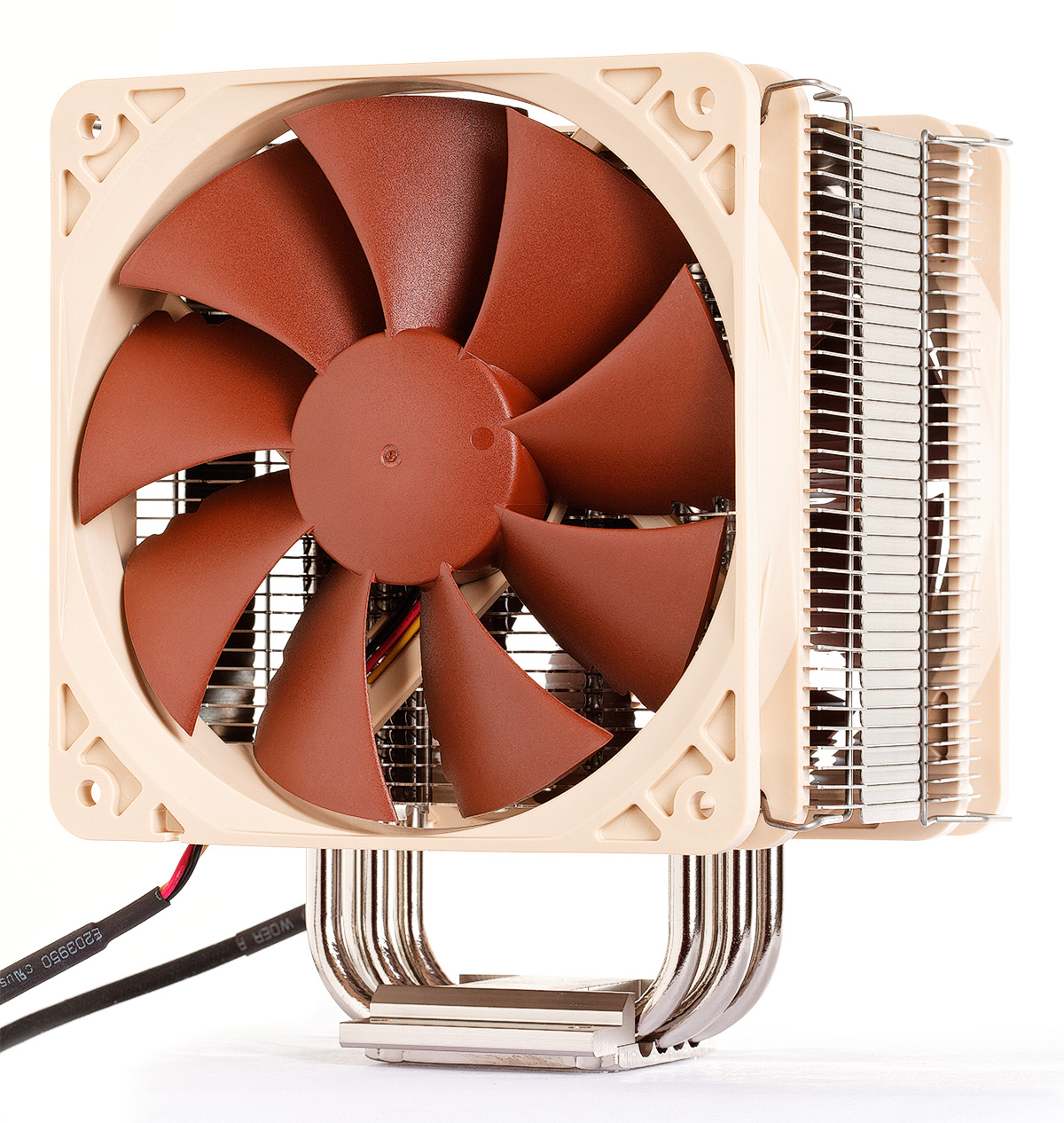
由貓頭鷹生產的CPU散熱器

貓頭鷹（英語：Noctua）是一家奧地利電腦硬件生產商，主要生產面向電腦發燒友的CPU散熱器和電腦風扇。該公司在2005年由奧地利Rascom Computer Distribution GmbH公司與台灣Kolink國際公司（公旭實業股份有限公司
）合資成立。
貓頭鷹是發燒友市場上備受推崇的生產商，根據其官方網站所述，該公司所生產的產品已獲得3000多個獎項。
該公司的名稱取自縱紋腹小鴞的學名（Athene noctua），其標誌也是一頭貓頭鷹，貓頭鷹在希臘神話中象徵着知識與智慧。

## 外部鏈結
- 貓頭鷹官方網站：英文版、中文版